# Harry Dinnel
Harry R. Dinnel (Venice, 9 ottobre 1940 – 26 agosto 2017) è stato un cestista e allenatore di pallacanestro statunitense, professionista nella ABA.

## Carriera
Venne selezionato dai San Francisco Warriors all'ottavo giro del Draft NBA 1963 (65ª scelta assoluta).